# Nice for What
"Nice for What" é um single do cantor e rapper canadense Drake, incluído em seu quinto álbum de estúdio, Scorpion (2018). Foi lançado pela Young Money Entertainment e pela Cash Money Records como o segundo single do álbum em 6 de abril de 2018, juntamente com seu videoclipe. A canção foi produzida por Murda Beatz, com coprodução realizada por Blaqnmild, e apresenta vocais adicionais por Big Freedia e 5th Ward Weebie. "Nice for What" se estreou em número um na Billboard Hot 100, substituindo "God's Plan", do próprio Drake. Assim, se tornou no terceiro número um de Drake como artista principal nos Estados Unidos (depois de "One Dance" e "God's Plan") e o quinto número um da Billboard Hot 100 com a participação vocal creditada de Drake (depois de "What's My Name?" e "Work", singles de Rihanna). "Nice for What liderou a Billboard Hot 100 durante nove semanas consecutivas. 
"Nice for What" também liderou o UK Singles Chart, do Reino Unido, - o terceiro número um de Drake em nome próprio no país -, o ARIA Top 100 Singles Chart, da Austrália, e do Canadian Hot 100, do seu Canadá natal, se tornando a segunda canção número um de Drake em 2018 nos três países, depois de "God's Plan".

## Antecedentes
Em 14 de março de 2018, o filho de Lauryn Hill, Joshua Omaru Marley, postou um trecho da canção no Snapchat. Drake confirmou mais tarde um single produzido por Murda Beatz durante uma sessão no Instagram Live. Em 5 de abril, Drake fez uma aparição surpresa durante um concerto de Majid Jordan em Toronto. "A razão de eu estar aqui esta noite é porque eu estou de volta à cidade terminando meu álbum", disse ele à plateia. "Eu tenho um novo single para amanhã à noite também, caso você tenha algum tempo livre."

## Composição
Musicalmente, "Nice for What" é uma canção de hip hop e bounce que contém elementos do R&B do início dos anos 2000, com duração de três minutos e trinta segundos. Contém uma amostra da canção de Lauryn Hill "Ex-Factor" (1998), "Drag Rap" de Showboys (1986), "Get Your Roll On" de Big Tymers (2000), e também apresenta trechos de performances de Big Freedia.

## Videoclipe
O vídeo musical de "Nice for What" foi dirigido por Karena Evans e mostra mulheres famosas (Olivia Wilde, Misty Copeland, Issa Rae, Rashida Jones, Jourdan Dunn, Tracee Ellis Ross, Tiffany Haddish, Yara Shahidi, Zoe Saldana, Elizabeth e Victoria Lejonhjärta, Letitia Wright, Bria Vinaite, Emma Roberts, Syd e Michelle Rodriguez) em várias atividades, como natação, dança ou equitação. Drake também aparece no vídeo.

## Recepção da crítica
"Nice for What" recebeu críticas positivas de críticos de música, com muitos elogiando sua promoção do empoderamento feminino. Hugh McIntyre, da Forbes, considerou a canção "perfeitamente arremessada" como "outra entrega perfeita do maior artista do hip-hop", escrevendo que "a amostra vocal ajuda a faixa a se destacar da grande parte de sua discografia". Kevin Lozano da Pitchfork premiou a canção como "Best New Track", elogiando Drake por "suavemente lidar com a produção impecável de Murda Beatz", e elogiando a música como "uma peça fantástica de maquinário de hip-hop" e "um dos lançamentos mais completos de Drake em algum momento".
Chris DeVille da Stereogum considerou a canção como "grande e impetuosa", descrevendo-a como "extremamente poppy e soa como uma tentativa de continuar o domínio comercial".

## Créditos e pessoal
Créditos adaptados através do Tidal e Qobuz.
- Aubrey Graham – vocais, composição
- Murda Beatz – produção
- Blaqnmild – coprodução
- Noah "40" Shebib – produção adicional
- Corey Litwin – produção adicional
- 5thward Weebie – vocais adicionais
- Big Freedia – vocais adicionais
- Karena Evans – diretora do vídeo

## Desempenho nas tabelas musicais

### Contagens semanais
| Tabela                                         | Melhor posição |
| ---------------------------------------------- | -------------- |
| O campo songid é OBRIGATÓRIO PARA PARADA ALEMÃ | 9              |
| Austrália (ARIA)                               | 1              |
| Áustria (Ö3 Austria Top 75)                    | 6              |
| Bélgica (Ultratip Bubbling Under da Valônia)   | 6              |
| Bélgica (Ultratop 50 de Flandres)              | 20             |
| Canadá (Canadian Hot 100)                      | 1              |
| Dinamarca (Tracklisten)                        | 3              |
| Escócia (Scottish Singles Chart)               | 10             |
| Eslováquia (Singles Digitál Top 100)           | 13             |
| Espanha (PROMUSICAE)                           | 62             |
| Estados Unidos (Billboard Hot 100)             | 1              |
| Estados Unidos (Billboard Dance Club Songs)    | 30             |
| Estados Unidos (Billboard R&B/Hip-Hop Songs)   | 1              |
| Estados Unidos (Billboard Mainstream Top 40)   | 11             |
| Estados Unidos (Billboard Rhythmic)            | 1              |
| Finlândia (Suomen virallinen lista)            | 13             |
| França (SNEP)                                  | 28             |
| Hungria (Stream Top 40)                        | 11             |
| Irlanda (IRMA)                                 | 2              |
| Itália (FIMI)                                  | 53             |
| Noruega (VG-lista)                             | 5              |
| Nova Zelândia (Recorded Music NZ)              | 1              |
| Países Baixos (Single Top 100)                 | 6              |
| Portugal (AFP)                                 | 7              |
| República Checa (Singles Digitál Top 100)      | 23             |
| Reino Unido (OCC UK R&B)                       | 1              |
| Reino Unido (UK Singles Chart)                 | 1              |
| Suécia (Sverigetopplistan)                     | 4              |
| Suíça (Schweizer Hitparade)                    | 7              |

### Contagens anuais
| Tabela (2018)                                    | Posição |
| ------------------------------------------------ | ------- |
| Canadá (Canadian Hot 100)                        | 9       |
| Estados Unidos Billboard Hot 100                 | 11      |
| Estados Unidos (Billboard Hot R&B/Hip-Hop Songs) | 5       |
| Estados Unidos (Mainstream Top 40)               | 44      |
| Nova Zelândia (Recorded Music NZ)                | 11      |

## Certificações
| Região (Empresa) | Certificação | Vendas   |
| --- | ------------ | -------- |
| Austrália (ARIA) | 3× Platina   | 210.000^ |
| Brasil (Pró-Música Brasil) | Ouro         | 30.000*  |
| Canadá (Music Canada) | 4× Platina   | 320.000^ |
| Dinamarca (IFPI Dinamarca) | Ouro         | 45.000^  |
| Estados Unidos (RIAA) | 3× Platina   | 378.000  |
| França (SNEP) | Ouro         | 100.00*  |
| Nova Zelândia (RMNZ) | Platina      | 30.000*  |
| Reino Unido (BPI) | Platina      | 600.000‡ |
| *certificação baseada em vendas ^certificação baseada em envios de unidades de venda para plataformas comerciais ‡certificação baseada em vendas e reproduções nos serviços de streaming |              |          |